# Африканский пушистый погоныш
Африканский пушистый погоныш (лат. Sarothrura boehmi) — вид птиц семейства Sarothruridae отряда журавлеобразных. Птица среднего размера с пёстрым чёрно-белым оперением тела, крыльев и хвоста, каштановой головой и белым горлом. Обитает на лоскутном ареале на юге Африки, мигрирует в части своего ареала; питается семенами и насекомыми. В короткой траве самец строит чашеобразное гнездо, в которое самка откладывает 2—5 яиц. Международный союз охраны природы относит его к видам, вызывающим наименьшие опасения.
Африканский пушистый погоныш был описан Антоном Райхеновым в 1900 году. Международный союз орнитологов не выделяет подвидов. В роду пушистых погонышей он образует сестринскую группу с каштановоголовым пушистым погонышем.

## Описание
Африканский пушистый погоныш — птица среднего размера c длиной тела 15—17 см. Масса самцов составляет 33,5—42 г, самок — 30,5—35 г. Были также отловлены молодой самец массой 26,5 г и молодая самка массой 21 г.
Голова самца окрашена в каштановый цвет, который распространяется на затылок и верхнюю часть груди. По сравнению с красногрудым пушистым погонышем (Sarothrura rufa) каштановое оперение заметно бледнее; горло белое. Внешняя сторона самого внешнего махового пера окрашена в белый цвет, из-за чего весь передний край крыла выглядит белым. Полётные перья окрашены в тёмный серо-коричневый цвет, а кроющие крыла и хвоста сажисто-чёрные. В силу того, что африканский пушистый погоныш является перелётной птицей, у него крылья длиннее, чем у других пушистых погонышей. У представителей этого вида короткий и не очень пушистый хвост чёрного цвета с белыми продольными прожилками. Белые прожилки в нижней части тела длиннее, чем у красногрудого пушистого погоныша, по центру живота оперение белое. Самки отличаются тёмным оперением, беловатыми поперечными отметками на сажисто-чёрной верхней части тела и сажисто-чёрными поперечными полосами на белой нижней части тела. Оперение молодых птиц тусклее, чем у взрослых, а отметки в верхней части у них менее заметны. Птенцы преимущественно покрыты чёрным пухом с белыми пятнами на подбородке и горле, а также по центру живота.
В Танзании Нил Эдвард Бейкер (Neil Edward Baker) с соавторами пытались определить особенности линьки африканского пушистого погоныша: у одной птицы новые и старые перья располагались попеременно на обоих крыльях, у другой — 8 новых перьев на одном крыле и 2 на другом, у третьей новыми были только первое и второе первостепенные маховые перья и второе и третье второстепенные. Возможно, птицы начинают линьку до того как покидают места размножения. У некоторых птиц несколько пёстрых перьев встречается среди каштановых, но они не заходят на шею или голову, иногда доходя до белого пятна на горле. Стюарт Кит, Константин Уолтер Бенсон, Майкл Патрик Стюарт Ирвин в 1970 году предположили, что эти особи находятся в процессе формирования своего оперения.
Радужка глаз африканского пушистого погоныша черноватая; клюв чёрно-коричневый с беловатым подклювьем; ноги могут быть окрашены в цвета от серого до зеленовато-коричневого. Клюв африканского пушистого погоныша посажен глубже, чем у красногрудого или каштановоголового (Sarothrura lugens) пушистых погонышей, при этом пальцы у него короче. Длина среднего пальца африканского пушистого погоныша составляет 20—23 мм, каштановоголового — 23—29 мм, красногрудого — 26—32 мм. Короткие пальцы скорее всего являются приспособлением к более твёрдому грунту, на котором обитает африканский пушистый погоныш: длинные пальцы будут мешать птицам бегать по короткой сухой траве.
Вокализация самцов африканского пушистого погоныша представляет собой глубокое уханье «hooo», которое они повторяют каждые две секунды. В Бенине серия может состоять из 10—40 сигналов, обычно громкость и частота постепенно увеличиваются вначале и после десятого сигнала остаются постоянными до тех пор пока крик не прервётся несколькими нерегулярными сигналами. В Нигерии птицы издавали 25—30 сигналов в минуту. Кит, Бенсон и Ирвин описывали песню африканского пушистого погоныша как серию сигналов протяжённостью 0,3—0,4 секунды с интервалами 0,6—0,7 секунд между ними; птицы производили до 25 сигналов. Каждый сигнал предваряло низкое ворчание, которое возможно связано с механизмом произведения звуков и не является частью самой песни. Этот сигнал был описан как короткий и высокий «oo» или «oe», заканчивающийся мягким «wu». Вокализацию птиц можно услышать круглый год в любое время дня и ночи, иногда довольно продолжительное время. Поющие самцы могут находиться на расстоянии 30—50 м друг от друга. В местах сезонного обитания звуковые сигналы отмечали в августе—сентябре в Нигерии и в мае в Кении.
Потревоженные птицы часто повторяют «cuk». И самцы, и самки могут издавать похожие на шипение звуковые сигналы предупреждая об опасности или защищая птенцов. При этом самки никогда не используют вокализацию для защиты территории. В литературе середины XX века часто встречается некорректное описание вокализации африканского пушистого погоныша: ему приписывался принадлежащий красногрудому сигнал «ngu-ngu-nguwi-nguwi-nguwi».

## Распространение

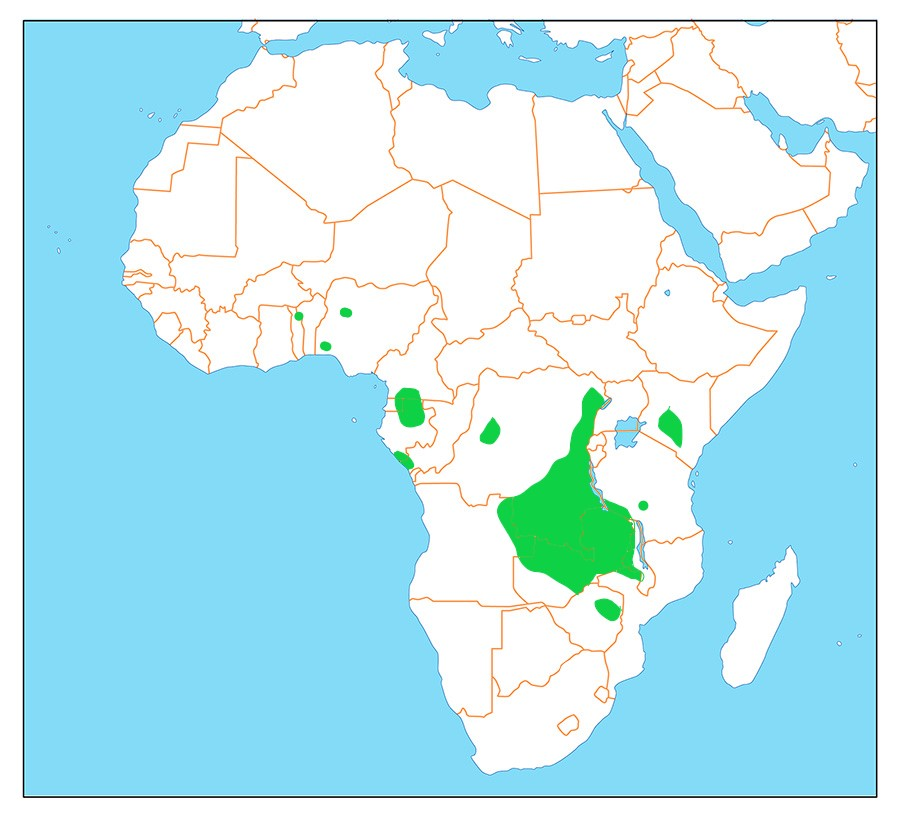
Ареал

Границы ареала африканского пушистого погоныша остаются неясными. Известно, что птицы обитают в Бенине, Нигерии, на территории от юга Камеруна и Кении на востоке до востока Анголы и северных районов ЮАР на юге. Птиц также отмечали на северо-востоке Демократической Республики Конго и на юге Танзании. Обычно птиц отмечают на высоте 500—2000 м над уровнем моря, в Кении они встречаются только на высоте около 1000 м, а в Замбии могут опускаться до высоты 370 м. Площадь непосредственного ареала (англ. extend of occurence) составляет 4 860 000 км². Кит, Бенсон и Ирвин называли ареал лоскутным.
Африканский пушистый погоныш селится в густой короткой траве, иногда затапливаемой во время сезона дождей, на краю рек, дренажных каналов или болот. Встречается на рисовых полях и лугах, на окраинах «дамбо» (англ. dambo) — затапливаемых участков вудленда, с преобладающими Brachystegia. В Замбии, Зимбабве и Малави птиц отмечали в траве высотой 30—70 см с максимальным затоплением до 10 см. Преимущественно растительность представлена Setaria anceps, Sporobolus pyramidalis, Eulalia geniculata, Bothriochloa insculpta и видов рода полевичка (Eragrostis).
На западе Африки африканский пушистый погоныш делит засушливые поля с красногрудым, по сравнению с которым предпочитает более короткую и менее густую растительность. При этом если красногрудый пушистый погоныш обитает в центре «дамбо», то африканский предпочитает селиться на его окраинах. Часто встречается около Aenigmatolimnas marginalis из семейства пастушковых. На северо-востоке Габона птиц отмечали на полях низкой травы с разбросанными участками высокой травы.
Это один из немногих представителей рода, который осуществляет миграцию в части своего ареала. Миграция африканского пушистого погоныша изучена слабо. На востоке и юге Африки птицы перемещаются для размножения в тропические территории на юге континента и возвращаются к экватору во время сухого сезона, когда подходящие территории на юге полностью пересыхают. Схожие перелёты внутри континента с выгораемых за время сухого сезона территорий осуществляют африканский коростель (Crex egregia) и длинноклювая плоскохвостая камышовка (Schoenicola platyura). В Кении птиц отмечали с мая по сентябрь; в Замбии, Анголе и южной части ареала — с ноября по апрель, в основном наблюдения приходятся на январь—март, но иногда в Замбии птиц отмечали в начале мая. В Муфинди на юге Танзании привлечённых светом мигрирующих птиц отмечали в мае—июне (усталые птицы, возможно, двигались на север после сезона размножения). Прибытие в Замбию африканского пушистого погоныша настолько сильно совпадает с началом сезона дождей, что учёные полагают, что птицы перемещаются вместе с погодным фронтом. Полученная в море в 150 км от побережья Гвинеи птица, скорее всего, также осуществляла миграцию. Возможно, африканские пушистые погоныши способны осуществлять миграционные перелёты уже в возрасте 5—6 недель: молодой птенец влетел в здание в Кении в июле. На северо-востоке Габона, по-видимому, птицы ведут оседлый образ жизни (хотя установить возможности размножения в этом регионе пока не удалось). Птицы, обитающие севернее экватора, по-видимому не осуществляют перелётов.
Международный союз охраны природы относит африканского пушистого погоныша к видам, вызывающим наименьшие опасения (LC). Численность африканского пушистого погоныша оценивается в 670—6700 взрослых особей. Гнездящиеся пары могут преждевременно покидать места гнездования из-за интенсивного выпаса домашнего скота.

## Питание
Особенности питания африканского пушистого погоныша изучены слабо. В 1939 году была найдена птица, в желудке которой были обнаружены исключительно маленькие семена; в 1956 году были найдены птицы с семенами травы и остатками маленьких насекомых. Птенцов кормят насекомыми. В неволе африканский пушистый погоныш ест намного меньше семян, чем красногрудый.

## Размножение
Размножается африканский пушистый погоныш во время сезона дождей: в Южной Африке — в ноябре—марте, на юге Демократической Республики Конго — в январе—марте, в Кении, возможно, — в мае—июле, в Бенине — в июне или июле. В Зимбабве, Замбии, Малави кладка яиц происходят в январе—марте. В Замбии птицы размножаются лишь в благоприятные годы. Птицы моногамны. Самцы в неволе демонстрируют примитивные брачные представления.
Информация о поведении африканского пушистого погоныша во время размножения в основном получена в неволе. Выбором места для гнезда и его строительством занимается самец. Гнёзда африканский пушистый погоныш строит в короткой редкой траве высотой свежих побегов 20—35 см. Часто помещает их в старые пучки Sporobolus pyramidalis, Setaria sphacelata или трав рода Aristida, заменяемые свежей травой. Стенки и крыша гнезда построены из аккуратно изогнутых живых стеблей окружающей травы, а дно уложено сухими травинками. Внутренний диаметр гнезда составляет 9—11,5 см, в неволе гнездо обычно расположено на высоте 2,5—7,5 см от влажной, но не затопленной поверхности. Вместе с тем, обнаруженное в Замбии в феврале 2015 года гнездо было расположено в центральной части «дамбо», затопленной водой на глубину около 10 см. В неволе может строить гнёзда в травах рода полевичка (Eragrostis). В авиариях может гнездиться в непосредственной близости от гнёзд других птиц, в частности, африканского коростеля и красногрудого пушистого погоныша.
Кладка состоит из 2—5 яиц белого или кремово-белого цвета с редкими коричневыми пятнами, часто сконцентрированными на тупом конце. Размеры подтверждённых 83 яиц составляют 24,9—29 мм × 18,4—20,8 мм. Самки откладывают яйца с интервалом 1—2 дня. Инкубация продолжается 14—18 дней. В это время самец продолжает докладывать материалы в гнездо, формируя более устойчивую структуру. Насиживанием в дневное время занимается самец, а в ночное — самка. Такое поведение наблюдалось и в дикой природе.
Некоторые из гнёзд были затоплены после сильных дождей, другие опустошены африканскими болотными крысами (Otomys). В дикой природе, по мнению Тейлора, птицам необходимо выбрать момент когда популяция крыс ещё не восстановилась после засухи. Исследователям удалось записать как самка защищала гнездо от африканской яичной змеи (Dasypeltis scabra), один раз поднимая крылья, а другой атакуя змею клювом (ранее было известно лишь о защитных прыжках африканского пушистого погоныша). Однако, за несколько дней змея похитила все яйца и гнездо было заброшено.
Птенцы покрыты длинными чёрными нитевидными перьями, а кончик клюва у них светлее. Питанием птенцов, которые покидают гнездо через 1—3 дня, занимаются оба родителя. В возрасте 4—5 дней птенцы начинают кормиться самостоятельно. Перья начинают расти в 7 дней, а через 5 недель после появления на свет молодые птицы способны летать.

## Систематика
Африканский пушистый погоныш был описан немецким орнитологом Антоном Райхеновым в 1900 году. Международный союз орнитологов не выделяет подвидов. Описанный британским орнитологом Дэвидом Армитеджем Баннерменом в 1920 году подвид Sarothrura boehmi danei известен только по одному экземпляру, обнаруженному в море у побережья Гвинеи и не признаётся научным сообществом.
В 1970 году Кит, Бенсон, Ирвин разделили пушистых погонышей на четыре группы: «pulchra» включает базальных жемчужного (Sarothrura pulchra) и пёстрого (Sarothrura elegans) пушистых погонышей, «ayresi» — зеркального пушистого погоныша (Sarothrura ayresi) и лемурийского погоныша (Sarothrura watersi), «affinis» — каштановохвостого (Sarothrura affinis) и мадагаскарского (Sarothrura insularis) пушистых погонышей, «rufa» — красногрудого (Sarothrura rufa), африканского (Sarothrura boehmi) и каштановоголового (Sarothrura lugens) пушистых погонышей. В своей работе по классификации пастушковых (Rallidae), опубликованной в 1973 году, Сторрс Лавджой Олсон также считал обитающего в лесах жемчужного пушистого погоныша базальным таксоном, но утверждал что остальные постепенно адаптировались к жизни в полях и всё более отличались от Rallicula. Вместе с тем, Бредли Ливзи назвал разделение Кита, Бенсона, Ирвина интуитивным, но очень близким к результатам его исследований, опубликованным в 1998 году. По его мнению, жемчужный, пёстрый и красногрудый пушистые погоныши являются базальными таксонами, парафилитическими по отношению к остальным шести видам, среди которых сестринские отношения демонстрируют зеркальный и лемурийский, каштановоголовый и африканский, мадагаскарский и каштановохвостый виды. Последние две группы сестринские по отношению друг друга, а первая — по отношению к образовавшейся группе.
Род пушистые погоныши (Sarothrura) формирует основу семейства Sarothruridae, выделенного в XXI веке из семейства пастушковых. Помимо пушистых погонышей Международный союз орнитологов относит к этому семейству представителей родов Mentocrex и Rallicula.